# Assault Fire
Assault
Fire ou AF (em chinês 逆战) é um jogo de first
person shooter (tiro em primeira pessoa) online chinês desenvolvido pela Gem
Celestial e publicado na China pela Jogos Tencent. Na América Latina, Brasil e
Filipinas o jogo é publicado pela Level Up Games.

## Sinopse
No Assault Fire você vai representar uma
milícia de uma das duas facções do jogo: GSDU (Operações Conjuntas Especiais internacionais) ou Resistance
(Rebelde). A historia do jogo ocorre em 2018. A crise política, econômica, do
aquecimento global e da luta por recursos básicos, levaram todos os países a
uma guerra profunda de dominação mundial que só resta a desolação, choro e uma
civilização com a alma trágica e em busca de vingança. Esta luta para
dominar o mundo, resultou na criação de dois campos, um do governo e outro
revolucionário que luta para voltar à estabilidade social no mundo,
independentemente do derramamento de sangue e à custa de vidas inocentes. Mas a
GSDU e a Resistance não esperavam a aparição da CT TECH, um grupo que fornecia
armas para ambos os lados, mas, ao mesmo tempo, estava desencadeando ondas de
invasões de robôs e zumbis que prometeram exterminar o mundo completamente.